# Instituto Nacional de la Salud
El Instituto Nacional de la Salud (acrònim: INSALUD) és una entitat de prestacions sanitàries públiques de l'Estat espanyol creada l'any 1978.
Fou creat sota la tutela del ministeri de sanitat i seguretat social, en substitució de l'Instituto Nacional de Previsión (INP, 1908), encarregada de la gestió i administració dels serveis sanitaris de la seguretat social a l'Estat espanyol.

## Història
Com a INP, a partir del 1918 es va començar un procés de regulació obligatòria de les assegurances laborals als diferents camps d'activitat. L'any 1963 fou reorganitzat el règim de seguretat social i es va donar l'exclusivitat d'actuació a l'INP, la qual cosa significà el traspàs de la gestió privada de les assegurances d'accidents laborals, malaltia, etc., a les mutualitats laborals, creades el 1941. Va arribar a comprendre vuit modalitats d'assegurances obligatòries i sis de voluntàries.
El 1978, poc després de la creació del ministeri de sanitat i seguretat social, fou substituït per lInstituto Nacional de la Salud (INSALUD), l'Instituto Nacional de Servicios Sociales (INSERSO) i l'Instituto Nacional de la Seguridad Social (INSS), entitats creades amb vista a resoldre el desgavell administratiu de la seguretat social espanyola.
Després del traspas de competències a les Comunitats Autònomes, en el període 1981-2002, fou reorganitzat com l'Instituto Nacional de Gestión Sanitaria (INGESA) l'any 2002, que es va crear per gestionar la Seguretat Social (Pensions de ' Estat, etc.). Depèn del  Ministeri de Sanitat i Consum del Govern d'Espanya.
A Catalunya les seves funcions foren transferides l'any 1983 a l'Institut Català de la Salut (ICS).